# Schema Bayer

Il Bayer pattern, lo schema più diffuso per il CFA (Color Filter Array: matrice di filtri colore). Ogni cella 2x2 contiene due campioni di verde, uno di rosso ed uno di blu.

Lo schema Bayer, o matrice Bayer, (o Bayer pattern) è uno schema per la disposizione degli elementi sensibili ai diversi colori nei sensori usati per l'acquisizione di immagini digitali. Prende il nome da Bryce Bayer, ricercatore della Kodak che lo propose per primo.
La sua caratteristica è quella di raggruppare i sensori per i tre colori fondamentali necessari per la sintesi additiva (RGB, rosso, verde e blu) in celle di due fotositi per due. Ogni cella contiene due elementi verdi, uno rosso e uno blu.
Lo schema Bayer prevede che nelle otto cellule adiacenti ad ogni fotosito, ve ne siano almeno due di ognuno degli altri colori. Quindi rende possibile ricostruire il valore della luminosità, ad esempio, del rosso in corrispondenza di un elemento verde o blu, deducendolo dagli elementi rossi circostanti.
Il processo, detto di demosaicizzazione, viene attuato da un apposito software  che ricostruisce, per interpolazione, l'informazione che riguarda i due colori mancanti.
Una variante dello schema Bayer è il cosiddetto pseudo random Bayer (PRB), dove, ferma restando la disposizione degli elementi verdi, quelli rossi e blu seguono uno schema più o meno casuale.
In uno schema proposto dalla Kodak uno degli elementi verdi è sostituito da uno bianco, che cattura l'informazione relativa alla luminosità.
Alternative allo schema ideato da Bayer comprendono varianti sia dei colori che della disposizione degli elementi fotosensibili. Esistono anche alternative completamente diverse come la tecnologia Foveon.